# Preme
Raynford Humphrey (Montreal, 8 januari 1986), beter bekend als Preme (voorheen P Reign), is een Canadees rapper en songwriter, geboren in Little Burgundy, Montreal, Canada. Humphrey staat onder contract bij Reps Up Records en RCA Records.

## Discografie

### Mixtapes
- The Canadian Dream (2010) (als P. Reign)
- When It Reigns It Pours (2010) (als P. Reign)
- Dear America (2014) (als P. Reign)

### Ep
- Dear America EP (2014) (als P. Reign)

### Singles
- Jackie Chan (2018) (samen met Tiësto, Dzeko en Post Malone)

- Library of Congress Control Number: no2019093635
- MusicBrainz: 39792e67-a336-4842-9ed6-39854c6c8ff0
- Virtual International Authority File: 1207156223645605400002